# 민응식 (1844년)
민응식(閔應植, 1844년 ~ 1903년 3월 22일)은 조선 후기의 문신, 정치인, 외척이다. 명성황후 민씨의 일족으로 임오군란 당시 명성황후의 피신을 도왔고, 자신의 집을 은신처로 제공하여, 과거 급제 후 1년 만에 당상관으로 고속승진하였다.
그 뒤 민승호, 민규호, 민태호 등이 살해된 뒤 갑신정변 이후 민씨 척족 세력의 중심인물로 활약하였다. 한편 개화파를 제거하고 이조판서, 병조판서 등을 거쳐 강화부유수로 나갔다가 1894년 김홍집 내각 성립 후 축출, 고금도로 유배되었다가 복직하였다. 본관은 여흥(驪興)으로, 자는 성문(聖文), 호는 우당(藕堂)이다. 시호는 충문(忠文)이다.

## 생애

### 젊은 시절
민응식은 1844년에 태어났으며, 인현왕후의 친정아버지인 여양부원군 민유중의 8대손으로, 좌의정 민진원의 7대손이며 생부는 민영우(閔泳愚)였으나, 양부 민한준(閔漢俊)의 양자로 입적되었다. 조부는 민원용이다. 명성황후에게는 친정 손자뻘이 되는 친척이었다.
유학으로 성균관의 유생이 되었다가 1882년초 직부전시(直赴殿試)의 자격을 얻어 1882년(고종 19년) 증광별시(增廣別試) 문과에 병과로 급제하였다. 같은해 6월 임오군란이 일어났을 때 세자익위사익찬으로 재직 중, 홍계훈 등과 함께 명성황후의 피신을 도와 장호원(長湖院)의 집을 민비의 피신처로 제공하였다. 장호원의 민응식의 집에 숨어있던 명성황후는 난병이 한성부로 집결되어 감시가 소홀한 틈을 타 여주군 민유중의 생가로 내려갔다가 다시 충주에 있던 민응식의 다른 집으로 은신하였다.

### 관료 생활

#### 임오군란 직후
명성황후가 복귀하자 고속승진, 여러 벼슬을 거쳐 그해 11월 규장각직각, 12월 홍문관응교가 되었다가 통정대부로 승진, 승정원우부승지(承政院右副承旨)에 발탁되었다. 1883년 봄 군국사무 참의(軍國事務參議), 이조참의 등을 지냈다. 그해 혜상공국총판(惠商公局總辦), 성균관대사성 등을 지내며 민씨 척족세력의 중심인물이 되었다. 그해 10월 작헌례의 예모관(禮貌官)이 되었다가 충주목사로 부임하였다가 12월 군국사무독판으로 내직으로 되돌아왔다.
한편 흥선대원군을 견제하려 하는 명성황후는 그를 신뢰, 중용하였고 그는 친척이기도 한 민영목, 세자빈의 친정아버지 민태호(閔台鎬) 등 척신들과 함께 수구파를 형성, 위안스카이(袁世凱)의 세력을 업고 개화파 타도에 앞장섰으며, 김옥균, 서재필 등이 일본의 폭력배를 데리고 강화도에 침입하였다는 말을 유포하여 민심을 소란하게 하였다.
그는 삼촌인 민영위, 민영기, 조카인 민병석 등과 함께 4인방 체제를 형성했다. 민병석은 다시 대법원장을 지낸 민복기의 아버지이다.

#### 갑신정변 이후
1884년 갑신정변 당시 피신, 살아남았다. 그해 갑신정변에 가담한 개화파 인사들의 단죄와 심판을 주도하였고, 같은 해 친군후영영무(親軍後營營務), 좌영사(左營使), 도승지, 규장각직제학 등을 거쳐 그해 8월 평안도 관찰사로 부임했다가 다시 돌아와 협판내무부사(協辦內務府事) 등을 역임했으며 1885년 친군 좌영사(親軍左營使), 이조참판, 다시 그해 6월 평안도관찰사로 나갔다가 협판내무부사를 겸하고, 곧 지경연사(知經筵事)로 발탁되어 돌아왔다. 1886년 세자시강원 우부빈객, 예문관제학, 이조판서, 병조판서, 도총제사(都總制使) 등을 역임했다. 이후 민겸호, 민규호, 민태호 등의 뒤를 이어 척신 세력의 대표로 활동하며 민영익(閔泳翊) 등과 같이 위안스카이의 세력을 제거하기 위하여 러시아 세력을 끌어들이려는 운동을 제창하기도 하였다.
1888년 판돈녕부사, 중건소서사관(書寫官), 겸 우영사(右營使), 상량문 제술관(上樑文製述官), 호조판서, 삼도육군 통어사(三道陸軍統禦使) 등을 역임했다. 1890년 판의금부사(判義禁府事), 형조판서, 예조판서를 거쳐 1891년 다시 예조판서가 되었고, 좌부빈객이 되었다가 다시 예조판서가 되었다. 1892년 방곡령(防穀令)으로 인한 황두배상문제(黃豆賠償問題)가 발생하자 이를 극력반대, 일본의 고압적인 태도를 규탄하였고, 민병석(閔丙奭) 등과 함께 개화파 잔당의 제거를 추진, 갑신정변의 실패로 일본에 망명하여 있던 김옥균의 암살을 모의, 장응규(張應奎) 등을 자객으로 밀파하여 살해를 시도하였으나 실패하였다. 그 뒤 통어사, 도총제사(都總制使)를 역임하고 강화부유수(江華府留守)로 나갔다.

### 생애 후반
1893년 독판내무부사를 거쳐 군영을 창설할 때 세금을 많이 거두었다는 이유로 공격을 받기 시작, 1894년 갑오경장으로 김홍집내각(金弘集內閣)이 성립되고 유길준, 서재필 등이 복귀하자 개화파 인사들의 맹공격을 받고 전라남도 고금도(古今島)에 유배당하였다.
그 뒤 1894년 가을 석방되고, 곧 복귀하여 1897년 중추원 일등의관, 태의원경(太醫院卿), 1900년 궁내부 특진관(宮內府特進官), 경효전 제조(景孝殿提調), 재궁상자서사관(梓宮上字書寫官), 경효전 제조, 의정부 찬정(議政府贊政) 등을 역임했다. 그해 병으로 사직했다가 다시 궁내부 특진관에 임명되었다. 1903년 궁내부 특진관(宮內府特進官)으로 재직 중 그해 10월 죽었다. 향년 59세였다.

### 사후
고종의 특명으로 바로 증 대광보국숭록대부(大匡輔國崇祿大夫) 의정부의정대신(議政府議政大臣)에 추증되고, 다시 고종의 특명으로 시장을 받지 않고 충문(忠文)의 시호가 추서되었다.

## 가계
- 친고조부 : 민양현(閔養顯)
  - 친증조부 : 민치화(閔致和)
    - 친할아버지 : 민원용(閔元鏞)
      - 친아버지 : 민영우(閔泳愚)
      - 양아버지 : 민한준(閔漢俊)

## 기타
- 명성황후가 임오군란으로 피난 중에 쓴 '임오유월일기 (壬午六月日記)'의 기록을 담당하였다.
- 나이는 연장자였으나 민영익, 민영환, 순명효황후에게는 조카뻘이고 명성황후에게는 손자뻘이 되었다.

## 같이 보기
| - 명성황후 - 갑신정변 - 민겸호 - 민태호 - 민규호 - 민영익 - 민진원 - 홍계훈 - 상궁 홍씨 | - 민영목 - 임오유월일기 - 임오군란 - 김옥균 - 박영효 - 서재필 |